# Kościół św. Antoniego w Dębnie
Kościół pw. św. Antoniego w Dębnie – kościół pomocniczy parafii Matki Bożej Fatimskiej w Dębnie.

## Opis
Budowla neogotycka, z nieotynkowanej cegły. Bryła o wymiarach 16,62 × 8 m, kryta dachem dwuspadowym, powiązana z plebanią salkami. Wnętrze ze stropem podwyższonym, odeskowanym, część prezbiterialna oddzielona łukiem tęczowym. W centrum nad ołtarzem drewniana figura św. Antoniego z Padwy wraz z Panem Jezusem na ręku przy ścianie zachodniej.

## Historia
W maju 1930 dokonano zakupu gruntów przy Am Mühlengraben (dziś ul. Pułaskiego) o pow. 23,75 ara. Wielkość świątyni przewidywano na 300 osób. Budową zajął się wikary ks. Hubert Mlotzke, a realizacją firma budowlana Ericha Kaine z Dębna. Prace ziemne rozpoczęto 14.09.1932, w kwietniu 1933 bryła kościoła była w stanie surowym i zadaszona. Poświęcony 25.06.1933, przy nim erygowano parafię pw. św. Antoniego.